# Laguna de Duero
Laguna de Duero (appelée Laguna jusqu'en 1857) est une commune de la province de Valladolid dans la communauté autonome de Castille-et-León en Espagne.

## Politique et administration
Laguna de Duero se situe dans la province de Valladolid et dans la comarque de la Tierra de Pinares.
Elle comptait 22 645 habitants aux élections municipales du 26 mai 2019. Son conseil municipal (en espagnol : Pleno del Ayuntamiento) se compose donc de 21 élus.

### Maires
| Mandat      | Maire | Maire                                                    | Parti | Majorité |
| ----------- | ----- | -------------------------------------------------------- | ----- | -------- |
| 1979-1983   |       | Francisco Delgado Marqués                                | PSOE  | 6 / 11   |
| 1983-1987   |       | Francisco Delgado Marqués Pilar Ferrero Torres (06/2023) | PSOE  | 8 / 13   |
| 1987-1991   |       | Braulio Jesús Viejo                                      | PSOE  | 5 / 13   |
| 1991-1995   |       | Braulio Jesús Viejo                                      | CIL   | 6 / 17   |
| 1995-1999   |       | Braulio Jesús Viejo                                      | CIL   | 7 / 17   |
| 1999-2003   |       | Braulio Jesús Viejo                                      | IL    | 5 / 17   |
| 2003-2007   |       | Braulio Jesús Viejo                                      | IL    | 5 / 17   |
| 2007-2011   |       | Braulio Jesús Viejo                                      | IL    | 5 / 17   |
| 2011-2015   |       | Luis Minguela                                            | PP    | 8 / 21   |
| 2015-2019   |       | Román Rodríguez                                          | IL    | 5 / 21   |
| Depuis 2019 |       | Román Rodríguez                                          | IL    | 7 / 21   |

## Sites et patrimoine
- Église Nuestra Señora de la Asunción (es).
- Église San Pedro Regalado.
- Chapelle Nuestra Señora del Villar (ou de la Virgen del Villar).
- Ruines du couvent del Abrojo.
- Maison de la Culture.
- Sculpture a la constitución.

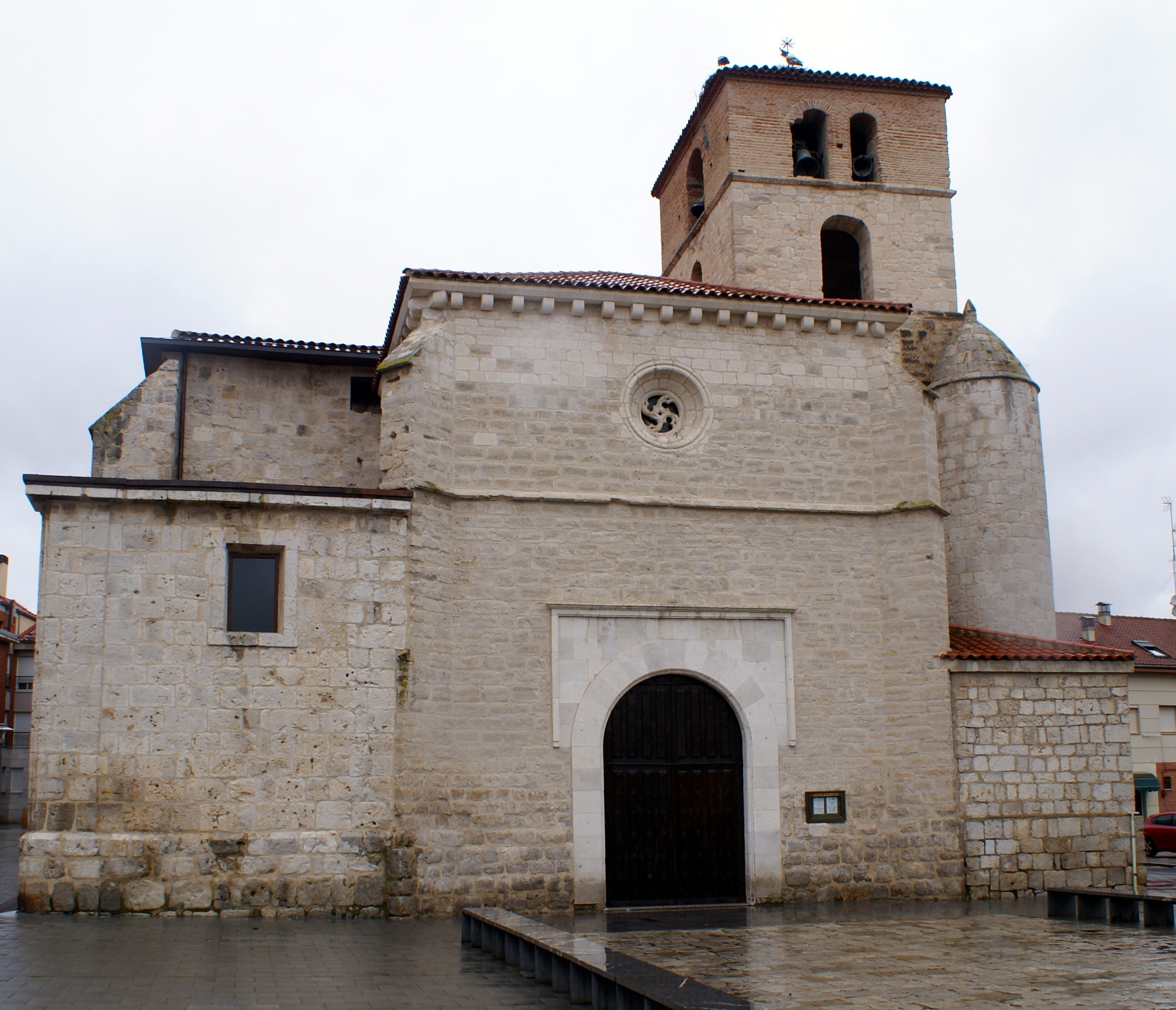
Église Nuestra Señora de la Asunción.
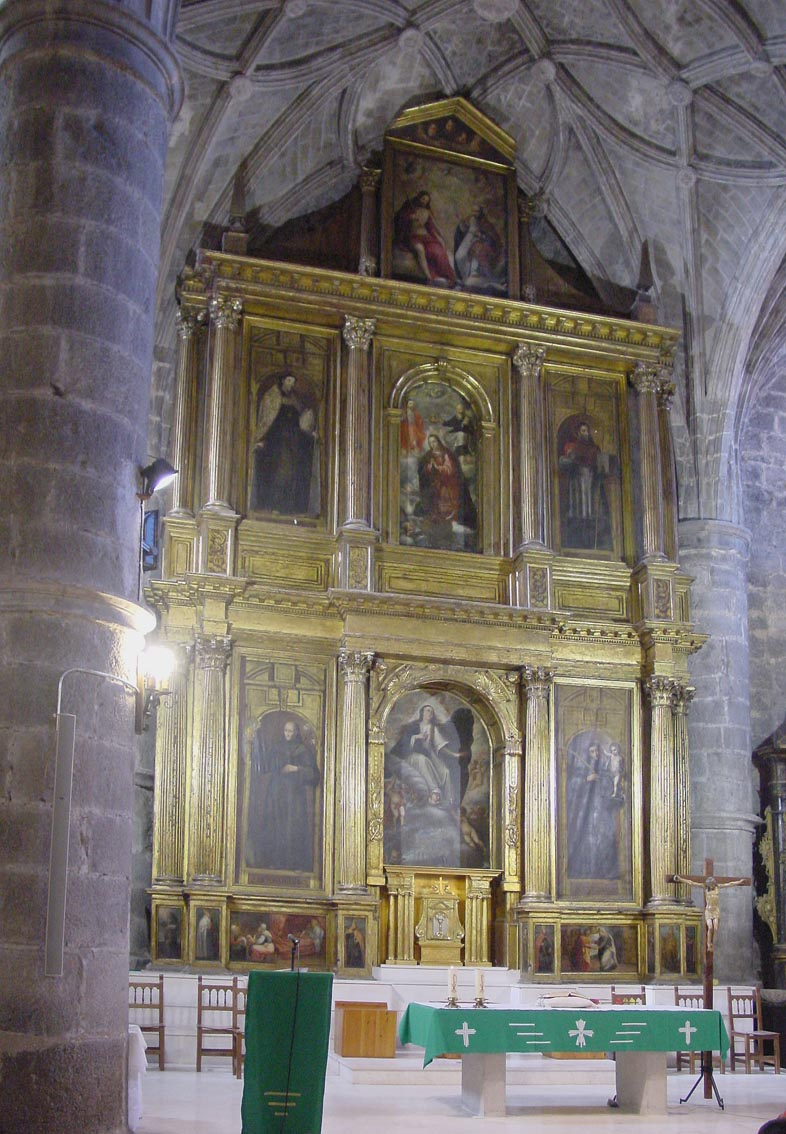
Retable de l'église Nuestra Señora de la Asunción.
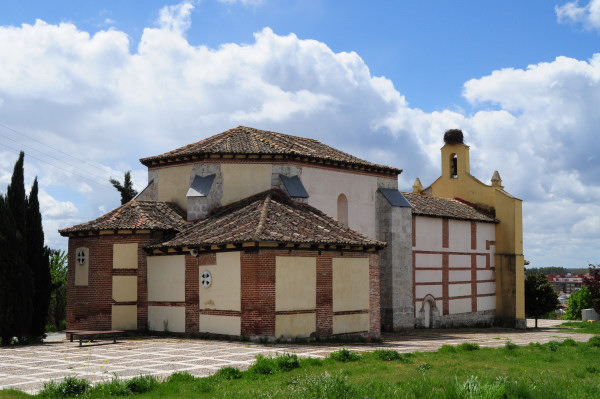
Chapelle Nuestra Señora del Villar.
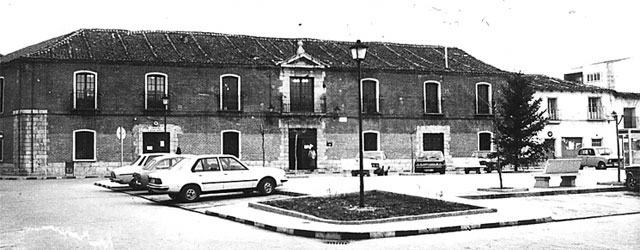
Mairie de Laguna de Duero. Fondation Joaquín Díaz.

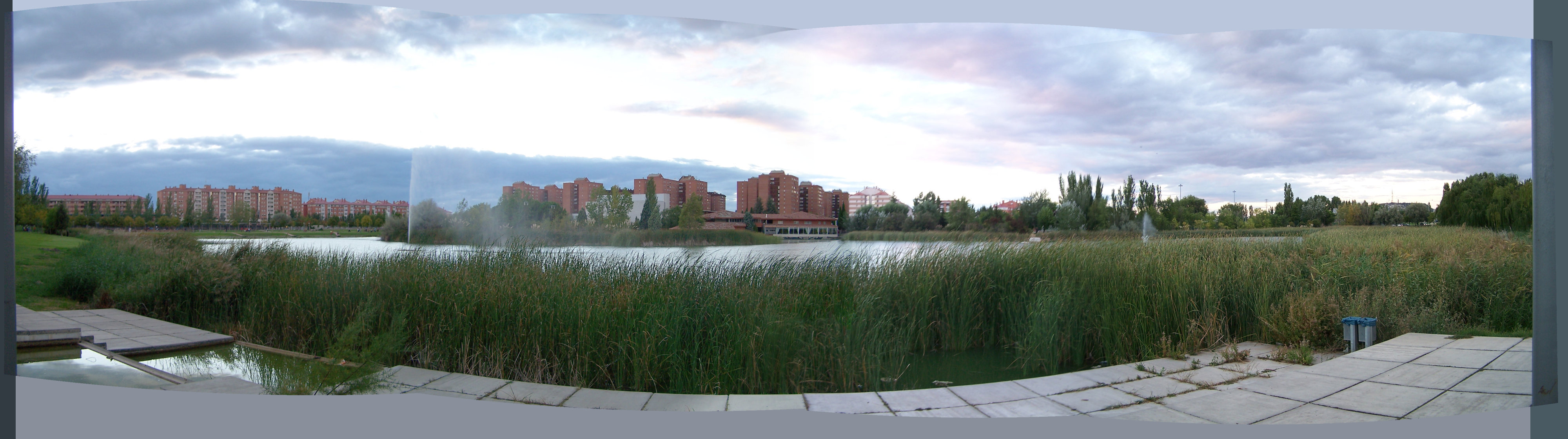
Vue panoramique du lac de Laguna de Duero